# Dick Smart 2.007
Dick Smart 2.007 es una película italiana de 1967 dirigida por Francesco Prosperi y protagonizada por Richard Stapley y Margaret Lee.

## Argumento
El agente secreto Dick Smart ha sido asignado por la CIA para investigar la desaparición de cinco científicos nucleares de renombre mundial. Lady Lorraine Lister es la cabeza de una organización criminal, que esconde a los cinco científicos en su guarida subterránea secreta ubicada dentro del cerro del Corcovado en Río de Janeiro, y los financia para experimentos. Dick Smart descubre que Lady Lorraine Lister y el banquero holandés Black Diamond han construido un reactor nuclear para obtener diamantes a partir del carbono mediante la explosión de una bomba atómica.

## Reparto
- Richard Stapley: Dick Smart (como Richard Wyler).
- Margaret Lee: Lady Lorraine Lister.
- Rosana Tapajos: Jeanine Stafford.
- Ambrosio Fregolente: Black Diamond.
- Flavia Balbi: Patricia.
- Elio Guerriero: Scioloff.
- Alfredo Leuti
- Valentino Macchi
- Tullio Altamura
- Bernadette Kell
- Assunta De Paoli
- Paolo Ginori Conti
- Guido Lauzi
- Giuseppe Schettino
- Max Turilli